# Miguel de Capriles
Miguel de Capriles (castellà: Miguel Angel de Capriles)  (Ciutat de Mèxic, 30 de novembre de 1906 - San Francisco, 24 de maig de 1981) va ser un tirador d'esgrima estatunidenc que va competir entre les dècades de 1930 i 1950. Entre el 1961 i 1964 fou president de la Federació Internacional d'Esgrima. Era germà del també tirador d'esgrima José de Capriles.
Nascut a Mèxic, emigrà als Estats Units el 1920 i s'inicià en l'esgrima mentre era estudiava a la Universitat de Nova York. Durant la seva carrera esportiva va participar en tres edicions dels Jocs Olímpics d'Estiu. El 1932, als Jocs de Los Angeles, va guanyar la medalla de bronze en la prova d'espasa per equips del programa d'esgrima. Quatre anys més tard, als Jocs de Berlín, fou cinquè en la competició d'espasa per equips. El 1948, als Jocs de Londres, va guanyar la medalla de bronze en la prova d'sabre per equips.
En el seu palmarès també destaquen tres medalles als Jocs Panamericans de 1951, dues d'or i una de plata, així com 10 títols nacionals individuals. El 1961 va ser elegit president de la Federació Internacional d'Esgrima (FIE), sent el primer no europeu a ocupar aquest càrrec.
Llicenciat en dret per la Universitat de Nova York, va escriure desenes d'articles sobre dret corporatiu. Va exercir com a degà i posteriorment vicepresident i conseller general de la Universitat de Nova York. El 1974 passà a fer de professor de dret a l'Escola de Dret Hastings de la Universitat de Califòrnia.